# Sarkadi Emil
Sarkadi Emil, eredetileg Schuller Emil (Bécs, 1881. szeptember 21. – Gyula, 1908. június 26.) festőművész, rajzoló, litográfus. Sarkadi Aladár  komikus, színész és Sarkadi Leó öccse.

## Életpályája
Schuller Vilmos és Ungar Katalin fia. A Kosmos műintézetben kezdett dolgozni litográfus tanoncként. Itt fedezték fel tehetségét. Elvégezte a fővárosi iparrajz iskola esti tagozatát, ahol Horti Pál kezei alá került. Ez idő tájt alakult “Művészvilág” című lapban jelentek meg első, még kevéssé karakterisztikus rajzai. A Művészvilág több számát is Sarkadi rajzolta tele. Később Bécsbe ment, ahol beiratkozott az akadémiára, de nem lelkesedett annyira az ottani oktatásért. Időközben megélhetése érdekében a Wiener Mode-nak készített rajzokat, főként szőnyegterveket. Egy év bécsi tartózkodás után visszatért Budapestre, ahol tanulni kezdett az iparművészeti iskolában, majd a mintarajz iskola növendéke lett. Néhány tervvel részt vett az Iparművészeti Múzeum egyik kiállításán. A mintarajziskolából 1902-ben Münchenbe ment, ahol Ludwig Herterich és Hollósy Simon tanítványa lett. 1903-ban Párizsba költözött, ahol két évet töltött tanulással és munkával, majd Londonba ment azzal a céllal, hogy ha sikerül elegendő pénzt összegyűjtenie, Amerikába költözik. Ez a terve azonban, bár négy évig küzdött érte, nem vált valóra.

## Művészete
Munkái sokfelé fellelhetőek: dekoratív rajzok, könyvborítók és -illusztrációk, ex librisek és plakátok. Itthon főleg Singer és Wolfner könyvkiadócégnek, a Révai Testvéreknek és néhány folyóiratnak dolgozott. A Művészet is sokszor közölt tőle fejlécrajzokat. Ezenkívül a Jugend, a Simplicissimus és a Rire hasábjain jelentek meg munkái, de állandóan foglalkoztatta őt több kiváló külföldi irodalmi cég is. Ő illusztrálta Oscar Wilde Salomejának első magyar kiadását, amit Révai és Salamon adott ki 1907-ben.